# Лепилемур на Сийл
Лепилемур на Сийл (Lepilemur seali) е вид бозайник от семейство Тънкотели лемури (Lepilemuridae). Видът е световно застрашен, със статут Уязвим.

## Разпространение
Разпространен е в Мадагаскар.